# Friedrich Wilhelm Stein
Johannes Friedrich Wilhelm Stein (* 13. März 1887 in Stumpertenrod; † 2. Juni 1956 in Alsfeld) war ein hessischer Politiker (Hessischer Bauernbund, FDP) und Abgeordneter des Hessischen Landtags.

## Leben
Friedrich Wilhelm Stein war der Sohn des Landwirts Friedrich Stein und dessen Frau Katharina, geborene Stein. Er war evangelisch und blieb ledig. Friedrich Wilhelm Stein besuchte die Evangelische Volksschule und die Fachschule Alsfeld, bevor er 1908 den väterlichen Landwirtschaftsbetrieb übernahm.
Friedrich Wilhelm Stein war in der Weimarer Republik Mitglied des Hessischen Bauernbundes und nach dem Zweiten Weltkrieg der FDP. Von 1932 bis 1933 war er ehrenamtlicher Bürgermeister von Stumpertenrod, bevor er 1933 bei der Machtergreifung der Nationalsozialisten aus politischen Gründen entlassen wurde. Allerdings wurde er bereits am 1. Mai 1933 Mitglied der NSDAP (Mitgliedsnummer 2.175.420).
Von 1924 bis 1933 war er Mitglied des Kreistags Schotten und gleichzeitig Mitglied des Provinzialausschusses Oberhessen. In der Zeit vom 27. November 1921 bis zum 7. Dezember 1924 und vom 23. Mai 1931 (als Nachfolger des verstorbenen Friedrich Jost) bis zum 7. Dezember 1931 war er Mitglied des Landtags des Volksstaates Hessen. 
Nach dem Zweiten Weltkrieg war er von 1945 bis 1956 Mitglied des Kreisausschusses des Kreises Alsfeld und vom 1. Dezember 1950 bis zum 30. November 1954 Mitglied des Hessischen Landtags.